# Georg Hackl
Georg Hackl (* 9. September 1966 in Berchtesgaden), genannt Hackl Schorsch, ist ein ehemaliger deutscher Rennrodler und Sportsoldat mit dem Dienstgrad eines Stabsfeldwebels. Zu seinen größten sportlichen Erfolgen zählen drei olympische Gold- sowie zwei Silbermedaillen im Einsitzer, die er bei sechs Teilnahmen in Folge von 1988 bis 2006 errang. Danach war Hackl jahrelang Techniktrainer der deutschen Rennrodler. Seit dem 1. Mai 2022 ist Hackl als Trainer für Fahr- und Schlittentechnik für den österreichischen Rodelverband tätig.

## Schule und Ausbildung
Hackl besuchte die CJD Christophorusschulen Berchtesgaden. Über die Schule kam er zum Rodelsport, wo er auch deutscher Schülermeister wurde. Nach der Schule machte er eine erfolgreiche Ausbildung zum Schlosser. Anschließend wurde er Sportsoldat in einer Sportfördergruppe der Bundeswehr. Berufssoldat wurde er 1992.
Nach Beendigung seiner aktiven Sportlaufbahn absolvierte Hackl eine dreijährige Ausbildung zum Diplom-Trainer an der Trainerakademie Köln, die er im April 2009 als Bester seines Jahrgangs mit der Note 1,1 abschloss.

## Rodelsport

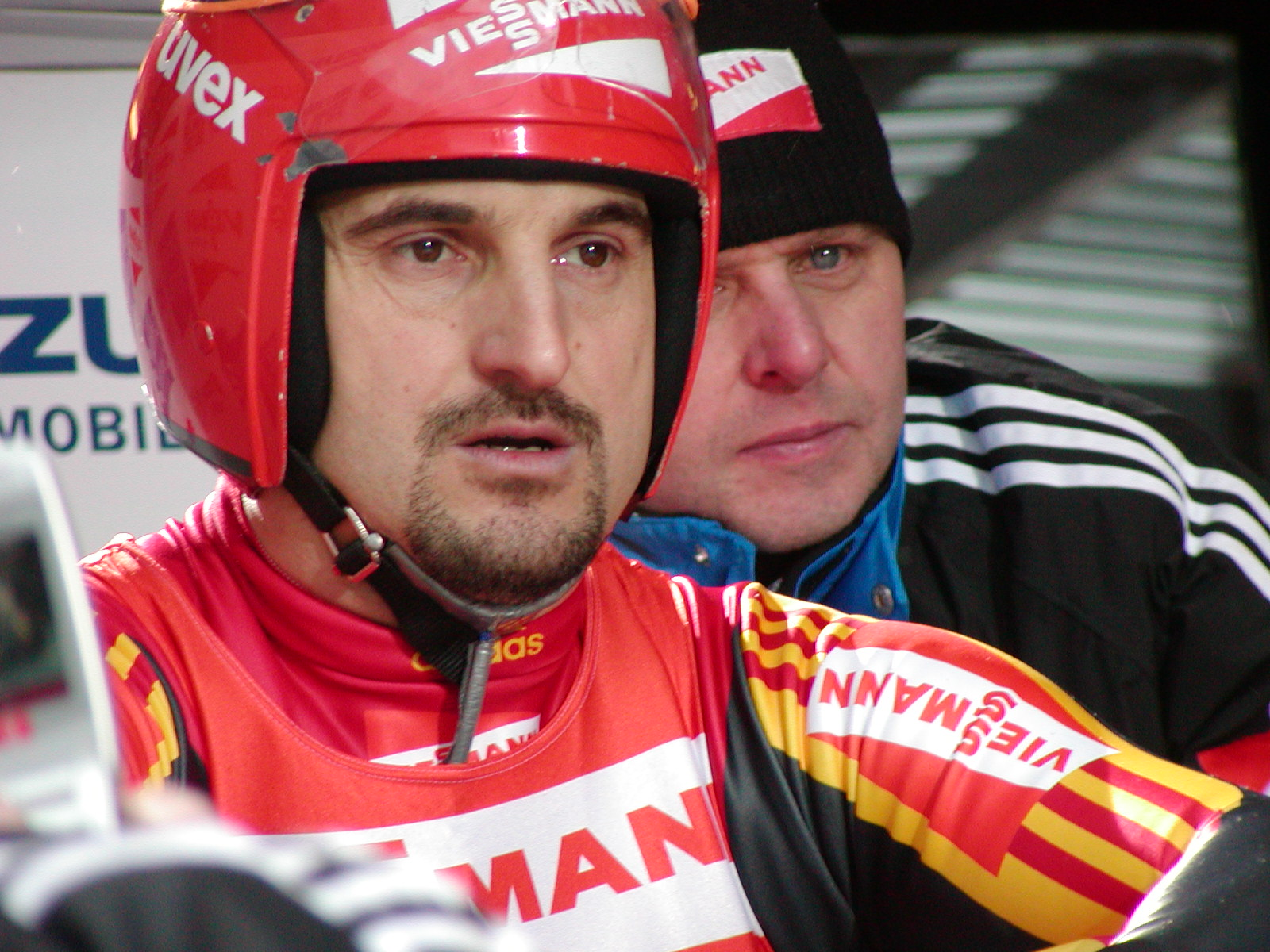
Georg Hackl am Start beim Rodel-Weltcup 2005 in Oberhof

Hackl war einer der weltweit erfolgreichsten Rennrodler, der auf allen namhaften Rodelbahnen Siege erzielte und über 18 Jahre immer der Spitze des Rodelsportes angehörte. Er war als Tüftler bekannt, der sich in jeder freien Minute der Optimierung seines Schlittens widmete.
Hackl startete in der zweiten Hälfte der 1980er Jahre bis 1990 mit Stefan Ilsanker im Doppelsitzer, sie wurden viermal deutscher Meister. Zudem gewann das Duo drei Weltcups, die Silbermedaille bei den Weltmeisterschaften 1987 und konnten sich je zweimal auf Platz zwei und drei des Gesamtweltcups platzieren.
Erfolgreicher war jedoch seine Einzelsitzer-Karriere, beginnend 1987 mit dem Gewinn der Deutschen Meisterschaft, die er im Laufe der Zeit 16-mal errang. Schon im Jahr darauf konnte er auch die Europameisterschaften für sich entscheiden und gewann zudem noch die Silbermedaille bei den Olympischen Winterspielen in Calgary hinter Jens Müller (DDR).
1989 wurde er zum ersten Mal Weltmeister und holte den Weltcup-Gesamtsieg. Diesen Erfolg übertraf er im Folgejahr noch, als er bei den Weltmeisterschaften, den Weltcup und auch bei den Europameisterschaften gewann.
Bei den Olympischen Winterspielen 1992 in Albertville gewann Hackl erstmals die Goldmedaille. Im nächsten Jahr wurde er Vizeweltmeister und errang als Mitglied des deutschen Teams WM-Mannschaftsgold, was er, nachdem er 1994 bei den Olympischen Winterspielen in Lillehammer abermals Gold im Einzel geholt hatte, 1995 wiederholen konnte.
Nach einer erneuten Vizeweltmeisterschaft 1996 wurde er 1997, nur hundert Tage nach einer Bandscheibenoperation, wieder Weltmeister. Auch bei den Olympischen Spielen 1998 holte er erneut Gold.
Nach einem Sturz in einem Wertungslauf musste Hackl 1999 ausgerechnet bei den Weltmeisterschaften auf seiner Hausbahn in Königssee eine Niederlage hinnehmen. Nach WM- und EM-Mannschaftsgold 2000 wurde er 2001 wieder Vizeweltmeister und holte nochmals Mannschaftsgold.
Bei den Olympischen Spielen 2002 in Salt Lake City gewann er hinter einem seiner größten Konkurrenten, dem Italiener Armin Zöggeler, Silber und damit seine insgesamt fünfte olympische Medaille. Bei der Schlussfeier war er Fahnenträger der deutschen Mannschaft. Im gleichen Jahr wurde ihm der Bayerische Sportpreis in der Kategorie „Botschafter des bayerischen Sports“ verliehen.
2003 belegte Hackl bei den Weltmeisterschaften zwar nur Platz 16 der Einzelwertung, holte dann aber mit der Mannschaft wieder Gold. 2004 und 2005 errang er im Einzelwettbewerb wiederum die Vizeweltmeisterschaft, die 2005 erneut von WM-Mannschaftsgold begleitet war.
Das Ende seiner Karriere wurde absehbar, als er sich 2005 erneut an der Bandscheibe operieren lassen musste. Im Januar 2006 warf ihn eine schwere Virusgrippe mit 4 kg Gewichtsverlust und fünftägigem Krankenhausaufenthalt bei seinen Olympiavorbereitungen zurück.
Eine Nervenentzündung im linken Arm führte bei den Winterspielen 2006 in Turin zu schlechten Startzeiten und nahm ihm die Hoffnung auf Bronze. Hackl belegte in seinem letzten Einzelrennen den 7. Rang und blieb somit im letzten Wettbewerb seiner Sportkarriere ohne Medaille. Ein Jahr nach seinem Rücktritt erhielt er das Silberne Lorbeerblatt, die höchste deutsche Sportauszeichnung.
Während seiner aktiven Zeit war Hackl Sportsoldat bei der Sportfördergruppe der Bundeswehr in Bischofswiesen, zuletzt im Dienstgrad eines Stabsfeldwebels.
Nach einer mehrjährigen Tätigkeit als Techniktrainer beim Bob- und Schlittenverband für Deutschland ist er seit dem 1. Mai 2022 Teil des Trainerteams des Österreichischen Rodelverbands.
Hackl wurde 2012 von der FIL in die Hall of Fame aufgenommen.
Trotz der vielen Siege gewann er den Gesamtweltcup nur zweimal. Zur selben Zeit fuhr Markus Prock, der zehnmal Gesamtsieger wurde.

## Erfolge

### Gesamtweltcup

#### Einsitzer
| Saison    | Platz | Punkte |
| --------- | ----- | ------ |
| 1987/88   | 0?    | 0?     |
| 1988/89   | 01.   | 0?     |
| 1989/90   | 01.   | 0?     |
| 1990/91   | 02.   | 0?     |
| 1991/92   | 03.   | 0?     |
| 1992/93   | 03.   | 0?     |
| 1993/94   | 03.   | 0140   |
| 1994/95   | 07.   | 0217   |
| 1995/96   | 03.   | 0?     |
| 1996/97   | 011.  | 0?     |
| 1997/98   | 04.   | 0?     |
| 1998/99   | 02.   | 0511   |
| 1999/2000 | 02.   | 0585   |
| 2000/01   | 02.   | 0500   |
| 2001/02   | 03.   | 0439   |
| 2002/03   | 02.   | 0590   |
| 2003/04   | 02.   | 0560   |
| 2004/05   | 02.   | 0501   |
| 2005/06   | 012.  | 0256   |

#### Doppelsitzer (mit Stefan Ilsanker)
| Saison  | Platz | Punkte |
| ------- | ----- | ------ |
| 1985/86 | 03.   | 0?     |
| 1986/87 | 02.   | 0?     |
| 1987/88 | 02.   | 0?     |
| 1988/89 | 04.   | 0?     |
| 1989/90 | 03.   | 0?     |
| Quelle: |       |        |

### Weltcupsiege
| Nr. | Datum         | Ort          | Bahn                                    |
| --- | ------------- | ------------ | --------------------------------------- |
| 1.  | 17. Jan. 1988 | Winterberg   | Bobbahn Winterberg                      |
| 2.  | 8. Jan. 1989  | Oberhof      | Rennrodelbahn Oberhof                   |
| 3.  | 15. Jan. 1989 | Königssee    | Kunsteisbahn Königssee                  |
| 4.  | 22. Jan. 1989 | Hammarstrand | Bobbahn Hammarstrand                    |
| 5.  | 20. Feb. 1989 | Calgary      | Calgary’s WinSport Bobsleigh/Luge Track |
| 6.  | 17. Dez. 1989 | Innsbruck    | Olympia Eiskanal Igls                   |
| 7.  | 23. Dez. 1989 | Sigulda      | Rennrodel- und Bobbahn Sigulda          |
| 8.  | 21. Jan. 1990 | Sarajevo     | Olympia Bob- und Rodelbahn Trebević     |
| 9.  | 28. Jan. 1990 | Königssee    | Kunsteisbahn Königssee                  |
| 10. | 11. Feb. 1990 | Winterberg   | Bobbahn Winterberg                      |
| 11. | 8. Dez. 1990  | Königssee    | Kunsteisbahn Königssee                  |
| 12. | 20. Jan. 1991 | Winterberg   | Bobbahn Winterberg                      |
| 13. | 9. Feb. 1991  | St. Moritz   | Olympia Bob Run St. Moritz–Celerina     |
| 14. | 31. Jan. 1993 | Winterberg   | Bobbahn Winterberg                      |
| 15. | 28. Feb. 1993 | Lake Placid  | Olympia-Bobbahn Mount Van Hoevenberg    |
| 16. | 29. Jan. 1995 | St. Moritz   | Olympia Bob Run St. Moritz–Celerina     |
| 17. | 2. Feb. 1997  | Winterberg   | Bobbahn Winterberg                      |
| 18. | 22. Nov. 1998 | Innsbruck    | Kunsteisbahn Bob-Rodel Igls             |
| 19. | 20. Dez. 1998 | Winterberg   | Bobbahn Winterberg                      |
| 20. | 14. Feb. 1999 | Nagano       | Spiral                                  |
| 21. | 13. Feb. 2000 | Oberhof      | Rennrodelbahn Oberhof                   |
| 22. | 18. Feb. 2001 | Lake Placid  | Olympia-Bobbahn Mount Van Hoevenberg    |
| 23. | 10. Nov. 2001 | Calgary      | Calgary’s WinSport Bobsleigh/Luge Track |
| 24. | 9. Dez. 2001  | Königssee    | Kunsteisbahn Königssee                  |
| 25. | 13. Dez. 2001 | Innsbruck    | Kunsteisbahn Bob-Rodel Igls             |
| 26. | 27. Feb. 2002 | Winterberg   | Bobbahn Winterberg                      |
| 27. | 24. Nov. 2002 | Park City    | Utah Olympic Park Track                 |
| 28. | 19. Jan. 2003 | Lillehammer  | Lillehammer Olympiske Bob- og Akebane   |
| 29. | 26. Jan. 2003 | Innsbruck    | Kunsteisbahn Bob-Rodel Igls             |
| 30. | 9. Feb. 2003  | Winterberg   | Bobbahn Winterberg                      |
| 31. | 18. Jan. 2004 | Winterberg   | Bobbahn Winterberg                      |
| 32. | 25. Jan. 2004 | Innsbruck    | Kunsteisbahn Bob-Rodel Igls             |
| 33. | 16. Jan. 2005 | Innsbruck    | Kunsteisbahn Bob-Rodel Igls             |

| Nr. | Datum         | Ort       | Bahn                                |
| --- | ------------- | --------- | ----------------------------------- |
| 1.  | 11. Jan. 1986 | Königssee | Kunsteisbahn Königssee              |
| 2.  | 13. Dez. 1986 | Sarajevo  | Olympia Bob- und Rodelbahn Trebević |
| 3.  | 7. Feb. 1987  | Königssee | Kunsteisbahn Königssee              |

Teamstaffel
| Nr. | Datum        | Ort       | Bahn                                 |
| --- | ------------ | --------- | ------------------------------------ |
| 1.  | 7. Jan. 2006 | Altenberg | Rennschlitten- und Bobbahn Altenberg |

## Wok-WM

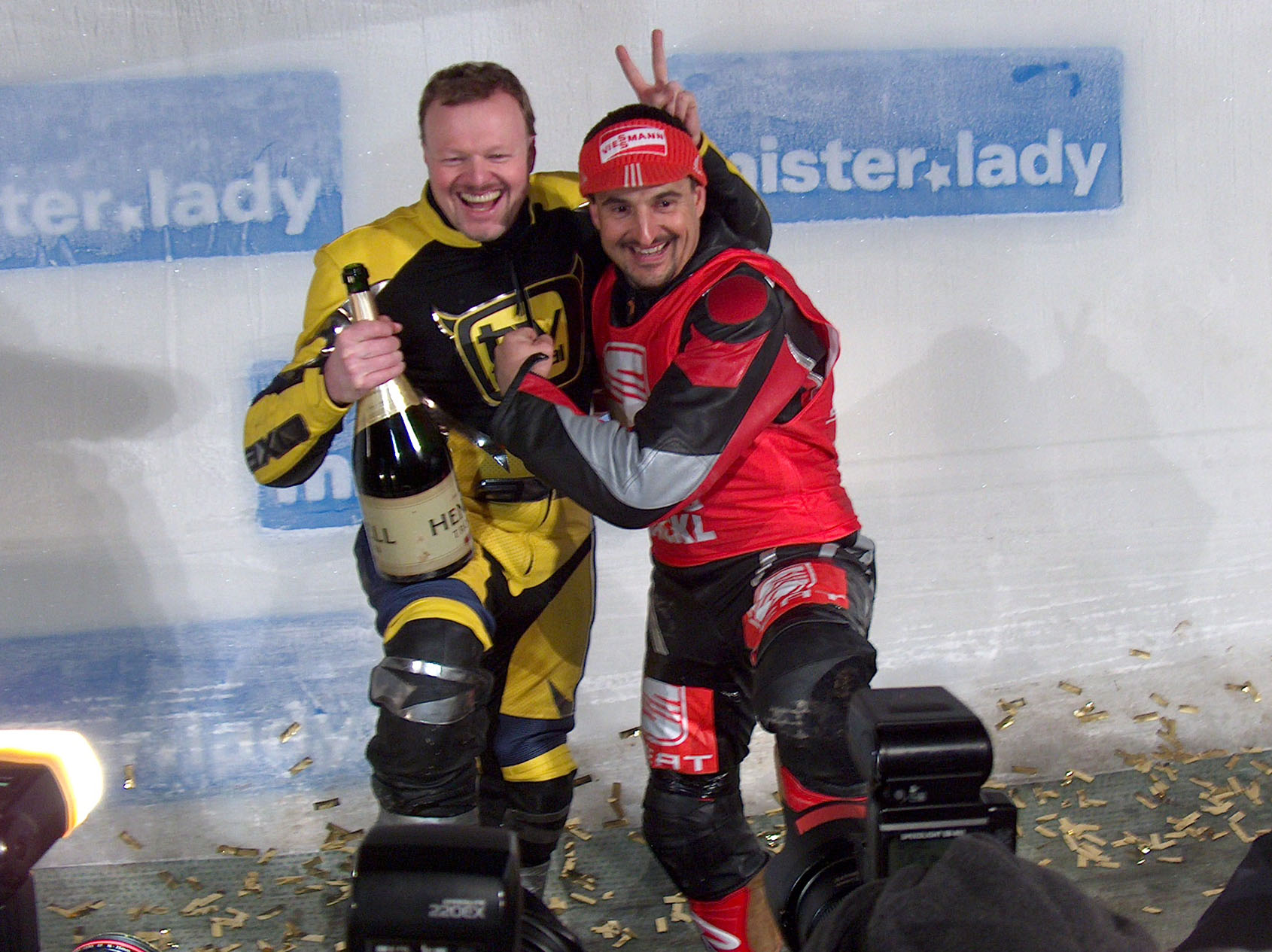
Hackl mit Stefan Raab bei der Wok-WM 2008

Hackl nahm bisher an zwölf Weltmeisterschaften der Funsportart Wok-Fahren teil. Im Einzel-Wok wurde er neunmal Weltmeister (2004, 2005, 2007–2013) und dreimal Vizeweltmeister (2006, 2014 und 2015), im Vierer-Wok erreichte er einmal den zweiten Platz (2006).
Mit diesen Resultaten ist Hackl der mit Abstand erfolgreichste Wok-Fahrer. Scherzhaft wird er deswegen mitunter „Wokl-Schorsch“ tituliert.

## Persönliches
Georg Hackl ist geschieden und lebt mit seiner Lebensgefährtin in Bischofswiesen.

## Nebenberufliches Engagement

### Kommunalpolitik und Wirtschaft
Bei der Kreistagswahl 2002 im Landkreis Berchtesgadener Land trat Hackl für die CSU an. Er erreichte die zweithöchste Stimmenzahl und wurde damit zum Kreisrat gewählt. Bei den Kommunalwahlen 2008 und erneut 2014 wurde er im Amt bestätigt.
Georg Hackl setzt sich für den Ausbau der erneuerbaren Energien ein. Seit 2014 ist er aktiver Fürsprecher der Biogasbranche und hat für den Fachverband Biogas e. V. u. a. bei zahlreichen YouTube-Videos mitgewirkt.
Seit 2012 ist Georg Hackl als Trachtendesigner aktiv und gibt seine Modelle unter „Schorsch Hackl“ heraus.

### Soziales Leben
Für die Aktionsgruppe „Kinder in Not“ e. V. Neustadt (Wied) engagiert Hackl sich seit den 1990er Jahren als internationaler Botschafter. Seit April 2004 ist er auch Schirmherr der Stiftung Juvenile Adipositas mit Sitz in Bischofswiesen.

### Sport
Bei den Wahlen des Internationalen Olympischen Komitees (IOC), die während der Olympischen Winterspiele 2006 in Turin stattfanden, gehörte Hackl zu den 15 Athleten, die sich um zwei freie Plätze in der Athletenkommission des IOC bewarben, um dort für acht Jahre Mitglied des IOC zu sein. Hackl wäre dann neben IOC-Vizepräsident Thomas Bach und NOK-Ehrenpräsident Walther Tröger der dritte Deutsche im IOC gewesen, erreichte jedoch bei der Wahl durch die Teilnehmer der Olympischen Spiele von Turin nur Platz fünf. Als Athletenvertreter wurden am 23. Februar 2006 die kanadische Skilangläuferin Beckie Scott und der finnische Eishockeyspieler Saku Koivu gewählt.

## Auszeichnungen
- 2024: Bayerischen Verdienstorden